# Iryū – Team Medical Dragon
Iryū – Team Medical Dragon (jap. 医龍-Team Medical Dragon-) ist eine Arztserie des Genres Seinen-Manga des Verlages Shōgakukan, welches im Big Comic Superior Magazin erschien. Die Idee stammt von Akira Nagai, welcher auch bis zu seinem Tod als Autor fungierte. Ab dessen Tode übernahm der bis dahin nur für die Zeichnungen zuständige Taro Nogizaka diese Tätigkeit. Die Serie wurde mit dem 50. Shōgakukan-Manga-Preis ausgezeichnet und wurde ins Französische übersetzt.
Iryū-Team Medical Dragon handelt von dem talentierten Herzchirurgen Ryūtaro Asada, der sich am Meishin-Universitätsklinikum (明真大学医学部) ein Team an Ärzten zusammenstellt, um dort die Operationstechnik der Batista-Operation durchzuführen.

## Handlung
Dr. Akira Katō, stellvertretende Professorin der Herzchirurgie am Meishin-Universitätsklinikum, wird von ihrem Vorgesetzten Professor Takeo Noguchi dazu genötigt, dem Krankenhaus, vor allem der Kardiologie zu mehr Ruhm zu verhelfen, damit er zum Klinikumsleiter ernannt wird. Sie würde im Gegenzug durch ihn zu seinem Nachfolger als leitende Professorin ernannt werden. Die Aussicht auf Beförderung stachelt die ehrgeizige Katō dazu an, sich auf die Suche nach dem talentierten Chirurgen Dr. Ryūtaro Asada zu machen, den sie bei ihrer Tätigkeit als Ärztin ohne Grenzen kennenlernt und dort bei einer Notoperation, bei der sie zuschaut, sein Können sieht.
Sie findet ihn zurückgezogen im Norden Japans wieder und kann ihn überzeugen, an das Universitätsklinikum zu kommen. Er stellt nur die Bedingung auf, dort sein eigenes Team aufstellen zu dürfen und dass seine Geliebte Miki Nakahara, welche Krankenschwester ist, mit an das Klinikum darf. Er stößt aber mit seiner unkonventionellen Art und Methoden auf wenig Gegenliebe im Klinikum und steht des Öfteren mit vielen Professoren im Streit, da diese anders als Dr. Asada nur Profit erwirtschaften wollen und ihnen das Wohlergehen der Patienten egal ist.
Asada wird schnell auf der Suche nach weiteren Teammitgliedern beim Frischling Dr. Noboru Ijūin fündig, welcher als untalentiert gilt. Nach und nach stoßen der Internist Dr. Keishi Fujiyoshi und der Anästhesist Dr. Monji Arase zum Team. Asada, Katō, Miki und die oben genannten drei operieren mehrere Patienten, die an einem vergrößerten Herzen leiden, nach der Batista-Methode. Die Patienten überleben zwar und das Klinikum wird berühmter, dennoch wird Prof. Noguchi bei der Ernennung zum Klinikumschef übergangen und das Team um Dr. Asada muss die Launen des Professors ertragen.
Privaten Diskrepanzen und Versuche von neidischen Kollegen am Klinikum kann das Team sehr lange standhalten, dennoch kommt es im weiteren Verlauf des Mangas immer mehr zu einem Bruch und die zwischenmenschlichen Beziehungen der einzelnen Protagonisten rücken immer mehr in den Fokus, anders als am Anfang, wo die Operationen im Vordergrund standen.

## Hintergründe für die Entstehung
Der Erfinder und bis zu seinem Tod auch für die Handlung zuständige Akira Nagai war selber Internist gewesen, so ist die Darstellung sehr detailliert und wahrheitsgetreu wiedergegeben. In der Form des Mangas kritisierte Nagai die Zustände des japanischen Gesundheitssystems.

„Anhand des Chirurgen Ryûtarô Asada, der als Außenseiter in eine Universitätsklinik geholt wird, um ein Team für eine Batista-Herzoperation aufzubauen, kritisiert ‚Team Medical Dragon‘ aufs Heftigste die Zustände des japanischen Gesundheitswesens. Korrupte Ärzte, starre Hierarchien, Ausbildung ohne praktische Erfahrung, Ignorierung der Patientenbedürfnisse sowie vieles mehr werden hier angeprangert.“

## Auszeichnung für das Manga
- 50. Shōgakukan-Manga-Preis in der Kategorie „Allgemein“[2]

## Fernsehserie
Fuji TV produzierte basierend auf dem Manga eine Fernsehserie (Dorama). Die erste Staffel mit 11 Episoden wurde vom 13. April bis 29. Juni 2006 ausgestrahlt. Die zweite Iryū – Team Medical Dragon 2 mit ebenso vielen Episoden folgte vom 11. Oktober bis 20. Dezember 2007. Drei Jahre später wurde eine neue Staffel – Iryū – Team Medical Dragon 3 – in Auftrag gegeben, diesmal mit 10 Episoden, die vom 14. Oktober bis 16. Dezember 2010 gezeigt wurde. Die erste Staffel erreichte Einschaltquoten von bis zu 17,2 %, die zweite bis zu 21,0 %, während die dritte Staffel mit 16,4 % startete.
Im November 2013 wurde eine vierte Staffel für Januar 2014 angekündigt.